# Zielona (rejon łucki)
Zielona (ukr. Зелене) – wieś na Ukrainie w rejonie łuckim obwodu wołyńskiego.

## Historia
Pod koniec XIX w. kolonia w gminie Beresteczko, w powiecie dubieńskim.
Do 2020 w rejonie horochowskim. 